# دون ويلسون (لاعب كرة قدم)
دون ويلسون (بالإنجليزية: Don Wilson)‏ (1 يناير 1930 في المملكة المتحدة - 1 يناير 2003) هو مدرب كرة قدم ولاعب كرة قدم بريطاني في مركز الظهير. لعب مع نادي بوري وMossley A.F.C. ‏.